# Aphelaria dendroides
Espèce
Aphelaria dendroides est une espèce de champignons du genre Aphelaria des forêts tropicales et subtropicales de l'hémisphère sud.

## Taxinomie
Aphelaria dendroides (Jungh. 1844) Corner 1950

### Basionyme
- Clavaria dendroides Jungh. 1838[2]

## Habitat
Forêt humide de l'hémisphère sud: Java, Nouvelle-Zélande.

## Comestibilité
Inconnue

## Synonymes
- Clavaria lurida Kalchbr. 1882 (synonyme)
- Clavaria ornithopoda Massee 1901 (synonyme)
- Lachnocladium dendroides (Jungh.) Sacc. & P. Syd. 1902 (synonyme)
- Lachnocladium kurzii Berk. ex Cooke 1891 (synonyme)
- Merisma dendroides (Jungh.) Lév. 1846 (synonyme)
- Pterula dendroides (Jungh.) Fr. 1851 (synonyme)
- Thelephora bidentata Pat. 1897 (synonyme)
- Thelephora dendroides (Jungh.) Lév. 1844 (synonyme)
- Tremellodendropsis lurida (Kalchbr.) R.H. Petersen 1987 (synonyme)